# کلاودیا کوواچ
کلاودیا کوواچ (مجاری: Klaudia Kovács) بازیگر، کارگردان فیلم و تهیه‌کننده فیلم اهل مجارستان است.